# Плодопитомничеське сільське поселення
Плодопито́мничеське сільське поселення (рос. Плодопитомническое сельское поселение) — муніципальне утворення у складі Рузаєвського району Мордовії, Росія. Адміністративний центр — селище Плодопитомничеський.

## Історія
Станом на 2002 рік існували Аргамаковська сільська рада (село Аргамаково) та Плодопитомничеська сільська рада (село Ускляй, селища 9 км, Плодопитомничеський).
12 травня 2010 року було ліквідовано Аргамаковське сільське поселення, його територія увійшла до складу Плодопитомничеського сільського поселення.

## Населення
Населення — 1151 особа (2019, 1201 у 2010, 1148 у 2002).

## Склад
До складу поселення входять такі населені пункти:
| Населений пункт             | Населення, осіб (2002) | Населення, осіб (2010) |
| --------------------------- | ---------------------- | ---------------------- |
| 9 км, селище                | 19                     | 19                     |
| Аргамаково, село            | 381                    | 428                    |
| Плодопитомничеський, селище | 712                    | 721                    |
| Ускляй, село                | 36                     | 33                     |